# Moritzdorf (Ottendorf-Okrilla)

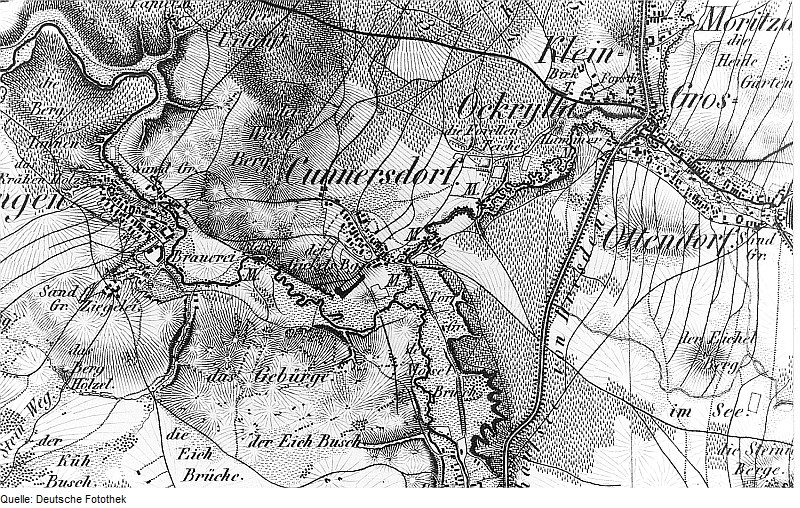
Moritzdorf (rechts oben) auf einer Karte aus dem 19. Jahrhundert

Moritzdorf ist ein Teil des Ortsteils Ottendorf-Okrilla in der gleichnamigen Gemeinde im Landkreis Bautzen in Sachsen.

## Geographie
Moritzdorf liegt in der gleichnamigen Gemarkung im Nordosten der Gemeinde Ottendorf-Okrilla nördlich von Dresden. Benachbarte Orte sind Laußnitz im Norden sowie die Ottendorf-Okrillaer Ortsteile Ottendorf im Südosten, Großokrilla im Süden sowie Kleinokrilla im Südwesten. Der Moritzdorfer Dorfkern liegt entlang der Moritzgasse zwischen der Bundesstraße 97 und der Kleinen Röder. Nördlich davon erstreckt sich die Laußnitzer Heide, ein großes Waldgebiet. In Moritzdorf liegt der Haltepunkt Ottendorf-Okrilla-Nord der Bahnstrecke Dresden–Straßgräbchen-Bernsdorf.

## Geschichte
Moritzdorf ist die jüngste der Dorfgründungen im Ortsteil Ottendorf-Okrilla. Die Grundherrschaft in dem Gebiet übten die Besitzer des Rittergutes in Seifersdorf aus. Ab etwa 1750 gehörte das Gelände mit dem Wald Eibisch und dem Gasthof Rink somit dem sächsischen Premierminister Heinrich von Brühl. Nach dessen Tod wohnte sein Sohn Moritz im Schloss Seifersdorf und erbte die Ländereien. Er ließ sie in Parzellen aufteilen und verkaufte diese. So entstand eine zunächst als „Neuer Anbau bei Ottendorf“, später „Kleinottendorf“ bezeichnete Gutssiedlung. Karl von Brühl, Sohn des Moritz von Brühl, erwirkte schließlich 1824 beim sächsischen König die amtliche Umbenennung in Moritzdorf. Ein wichtiger Arbeitgeber im Ort war die im 19. Jahrhundert gegründete Glashütte der Glasmacherdynastie Hirsch. Auch der Glasmacher Germanus Theiß arbeitete 1887/88 dort und wurde in dieser Zeit zum Werkmeister ernannt.
Die Moritzdorfer Flur umfasste 1871 nur etwa sechs Hektar. Eingepfarrt war und ist der Ort nach Ottendorf. Die Verwaltung oblag 1843 dem Amt Dresden. Im Jahre 1856 gehörte Moritzdorf dann zum Gerichtsamt Radeberg und kam danach zur Amtshauptmannschaft Dresden, aus der der Kreis Dresden-Land hervorging. Auf Grundlage der Landgemeindeordnung von 1838 erlangte Moritzdorf seine Selbstständigkeit als Landgemeinde. Mit Ottendorf schloss sich Moritzdorf 1911 zur Gemeinde Ottendorf-Moritzdorf zusammen, zu der 1920 Cunnersdorf und am 1. April 1921 Kleinokrilla kam. Nach der Vereinigung mit Großokrilla am 1. Juli 1921 hieß die Gemeinde Ottendorf-Okrilla. Nach der Auflösung des Kreises Dresden-Land kam die Gemeinde zum Landkreis Kamenz, der wiederum 2008 dem Landkreis Bautzen angegliedert wurde.
Am 17. Oktober 1884, nach nur einem Jahr Bauzeit, wurde die Schmalspurbahn Klotzsche – Königsbrück feierlich eingeweiht. Moritzburg erhielt dadurch einen Anschluss ans Eisenbahnnetz mit direkter Verbindung nach Dresden. Bei der Umspurung der Eisenbahnstrecke auf Normalspur im Jahre 1897 wurde der Bahnhof Moritzdorf ca. 350 m weiter nördlich neu errichtet, da die alte Station am Gasthof „Zum Goldenen Ring“ verkehrlich ungünstig gelegen war und keine Ausbaumöglichkeiten bot. Außerdem entstanden in Moritzdorf neue Wärter-Doppelwohnhäuser.

## Einwohnerentwicklung
| Jahr | Einwohner       |
| ---- | --------------- |
| 1834 | 66              |
| 1871 | 234             |
| 1890 | 449             |
| 1910 | siehe Ottendorf |

## Persönlichkeiten
- Franz Zimmermann (1891–1962), Klassischer Philologe